# Празький маніфест (Есперанто)
Празький маніфест за подальший поступ есперанто — документ, що містить короткий виклад цілей і принципів руху есперантистів, звертає особливу увагу на мовну демократію і збереження мовного розмаїття.
Маніфест уклала група незалежних експертів, що проаналізувала сучасний стан есперанто. Його було ухвалено в липні 1996 року в Празі на Всесвітньому конгресі есперантистів за підтримки ЮНЕСКО.

## Засади Маніфесту
Витяг з першої редакції Маніфесту за основними засадами:
1. Демократія. Мовна нерівність спричиняє нерівноправність стосунків на всіх рівнях, включно з міжнародним.
2. Транснаціональна освіта. Учень, що вивчає есперанто, дізнається про світ без кордонів, у якому кожна країна — наче рідний дім.
3. Педагогічна ефективність. Складність етнічних мов завжди створює перешкоди для багатьох учнів, які однак, могли б виграти від знання мови.
4. Багатомовність. Есперантська громада є однією з небагатьох світових мовних громад, усі без винятку члени якої є дво- або багатомовними.
5. Мовні права. Нерівний розподіл влади між мовами для значної частини населення світу є рецептом для постійної мовної небезпеки або безпосереднього мовного гніту.
6. Мовне різноманіття. Національні уряди схильні вважати, що різноманіття мов у світі є перешкодою для спілкування і розвитку. Однак, для есперантської громади різноманітність мов є постійним наявним джерелом багатства. Звідси — кожна мова як різновид живого буття є цінною сама собою та гідною захисту й підтримки.
7. Емансипація людини. Кожна мова звільняє та ув'язнює своїх носіїв, даючи їм змогу спілкуватись між собою та перешкоджаючи спілкуванню з іншими. Сплановане як засіб загального спілкування, есперанто є одним із великих чинних проєктів емансипації людини — проєкт, що уможливлює для кожної людини як особистості брати участь у житті громади, з міцними коренями своєї місцевої та мовної ідентичності, а не відмежовуючись від них.